# Jewel Carmen
Jewel Carmen (13 juli 1897 - 4 maart 1984), geboren als Florence Lavina Quick, was een Amerikaans actrice. Carmens carrière duurde niet lang, maar door haar opmerkelijke privéleven kreeg ze veel publiciteit.

## Biografie
Toen ze pas net van school was, deed Carmen een screen test bij een studio in 1913. Ze kreeg rollen in films en werd opgemerkt door Mack Sennett. Ze was vaak tegenover Douglas Fairbanks in films te zien en werkte bij Fox Film Corporation. Pas toen ze bij deze studio begon te werken, veranderde Carmen haar naam in Jewel Carmen. Hiervoor was ze bekend als Evelyn Quick. Ze speelde in een reeks films. Zo was ze te zien in Intolerance: Love's Struggle Throughout the Ages en The Half-Breed (beide uit 1916).
Carmen ging in 1918 met vakantie toen ze trouwde met regisseur Roland West. In 1921 kwam ze terug om in een film van haar man te spelen. Ze maakte dat jaar nog meer films, was in 1923 te zien in You Can't Get Away with It en kwam in 1926 terug voor The Bat. Hierna ging Carmen met pensioen.
In 1935 kreeg Carmen opnieuw veel aandacht toen haar man verdacht werd als de man die Thelma Todd vermoordde. Niet veel later scheidde ze van West. Vervolgens verliet ze Hollywood. Ze is nooit meer teruggekomen en stierf in 1984.

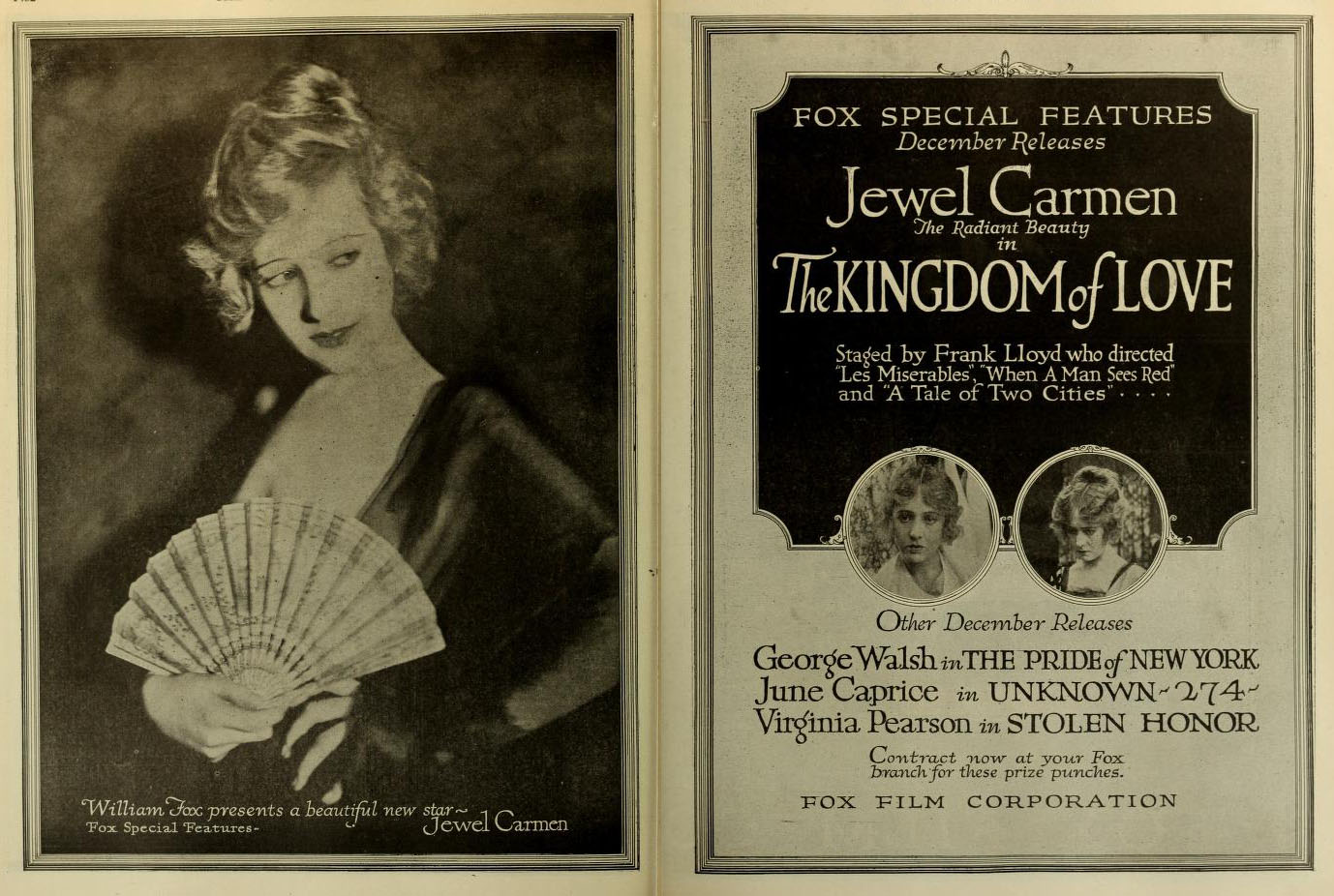
The Kingdom of Love, 1917
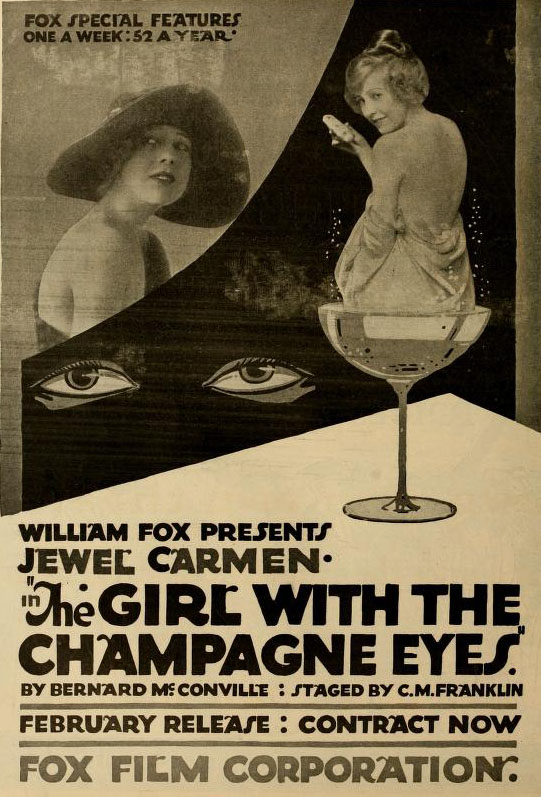
The Girl with the Campagne Eyes, 1918
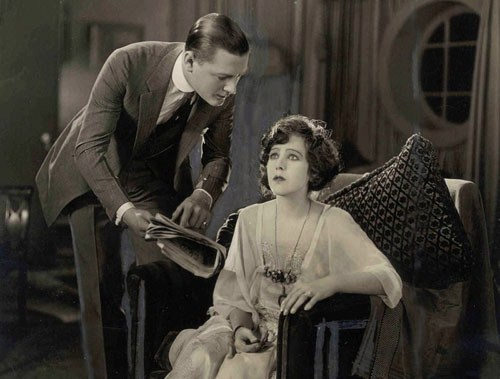
Nobody, 1921

- Bibliothèque nationale de France: cb16165734v (data)
- Gemeinsame Normdatei: 1017957681
- International Standard Name Identifier: 0000 0000 7329 4178
- Library of Congress Control Number: n85183881
- Virtual International Authority File: 92439372
- WorldCat: E39PBJhtb39jDXk6hHrPk3tFrq